# Jaspis laingi
Jaspis laingi är en svampdjursart som beskrevs av Gustavo Pulitzer-Finali 1996. Jaspis laingi ingår i släktet Jaspis och familjen Ancorinidae.
Artens utbredningsområde är Papua Nya Guinea. Inga underarter finns listade i Catalogue of Life.